# Elisabeth von Schönfeld

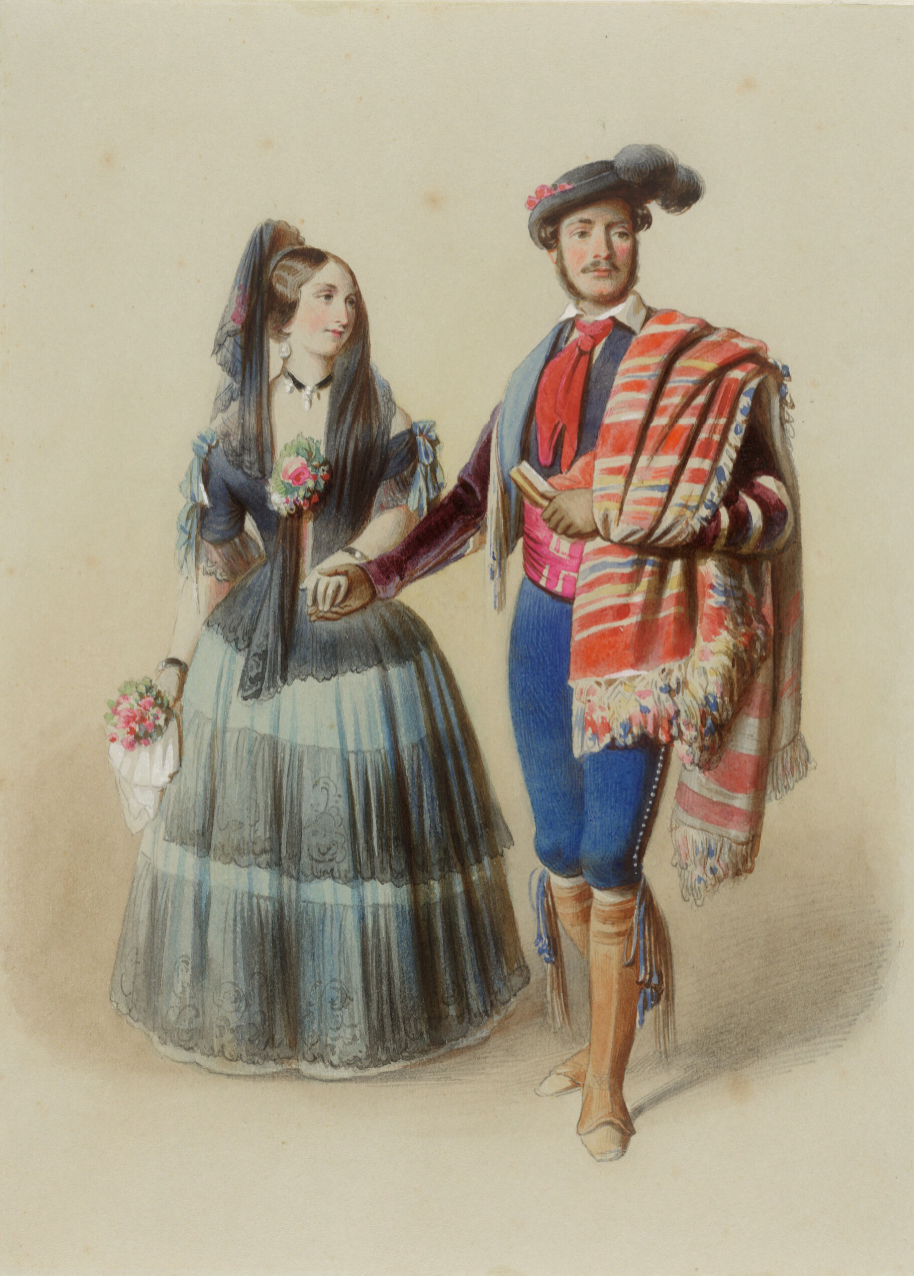
Elisabeth von Schönfeld mit Herzog Rudolf von Croy im Kostüm

Elisabeth Reichsgräfin von Schönfeld, geborene Gräfin Festetics de Tolna (* 30. Juni 1832 in Gaming, Niederösterreich; † 12. März 1904 in Scheibbs, Niederösterreich.) war eine  Hofdame der Kaisermutter Erzherzogin Sophie von Österreich und später als Oberhofmeisterin der Erzherzogin Marie Therese von Braganza bis zu ihrem Lebensende tätig.

## Leben

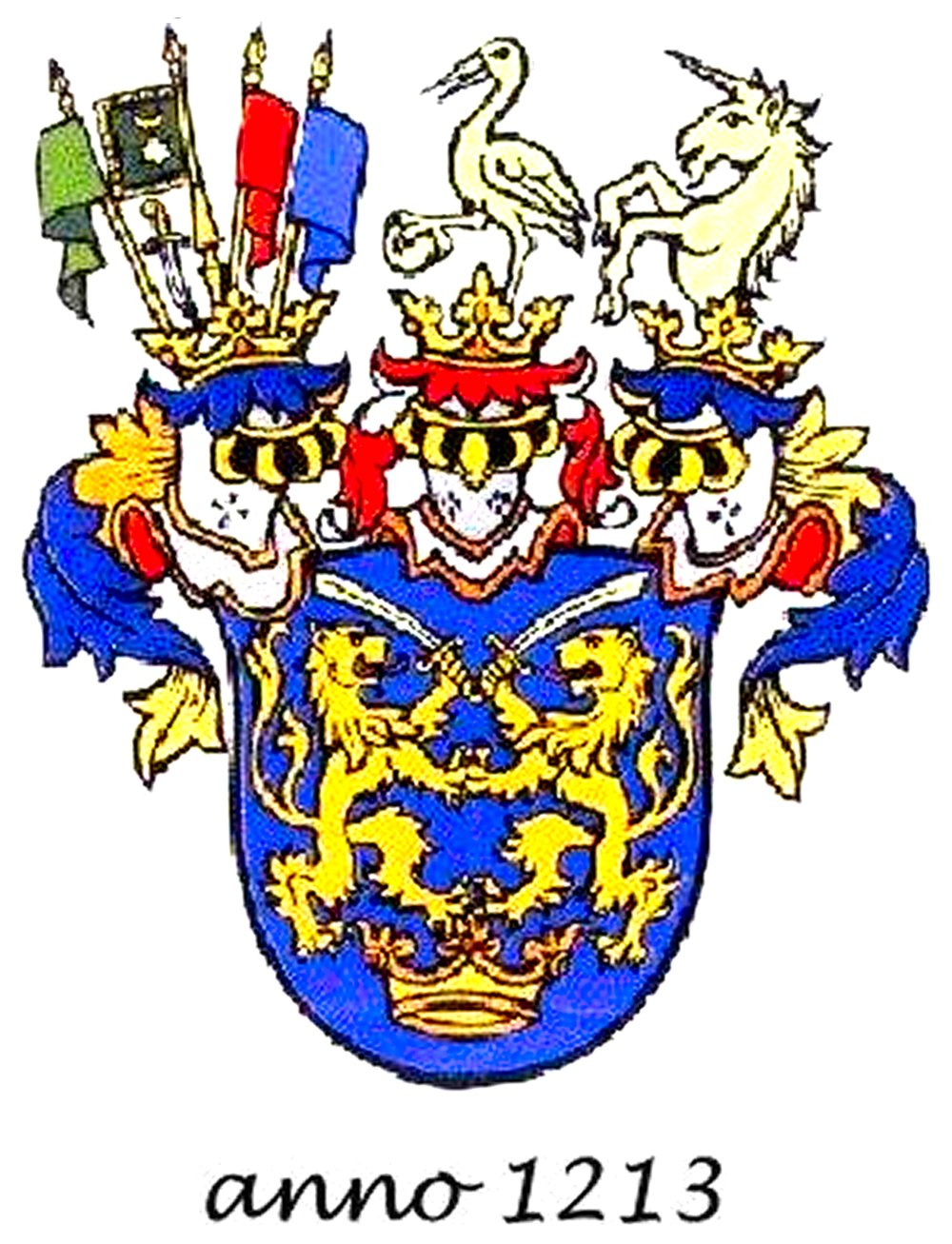
Wappen der Fürsten und Grafen Festetics de Tolna

Elisabeth Gräfin von Schönfeld wurde 1832 als Tochter des Oberhofmeisters des Erzherzog Joseph Palatin von Ungarn Albert Janos Graf Festetic de Tolna und der Gräfin Wilhemine Sándor von Szlavnicza  im Schloss Gaming geboren, dass im Besitz ihrer Familie war und später ihr Bruder Gabor Graf Festetics erbte. Elisabeth war die Schwester der Hofdame und Vertrauten Marie Gräfin von Festetics de Tolna, die bei Kaiserin Elisabeth in Diensten stand.
Durch Vermittlung einer Gräfin Goess wurde sie zur Oberhofmeisterin der Erzherzogin Marie Therese von Braganza bestellt.
Sie heiratete am 7. Mai 1859 den Gutsbesitzer Anton Reichsgraf von Schönfeld (* 26. April 1827; † 22. Juni 1900), mit dem sie im Gaming nahegelegenen Schloss Ginselberg lebte. Das Paar hatte mehrere Kinder:
- Heinrich Hilmar Anton (* 5. September 1860; † 5. März 1915) ⚭ 1883 (Scheidung 1911) Olga Grimmer von Adelsbach (* 11. April 1862; † 1949), Eltern von Heinrich Schönfeldt
- Georg (* 1. Juli 1865), Rittmeister ⚭ 1888 Elisabeth Grimmer von Adelsbach (* 12. Mai 1861)

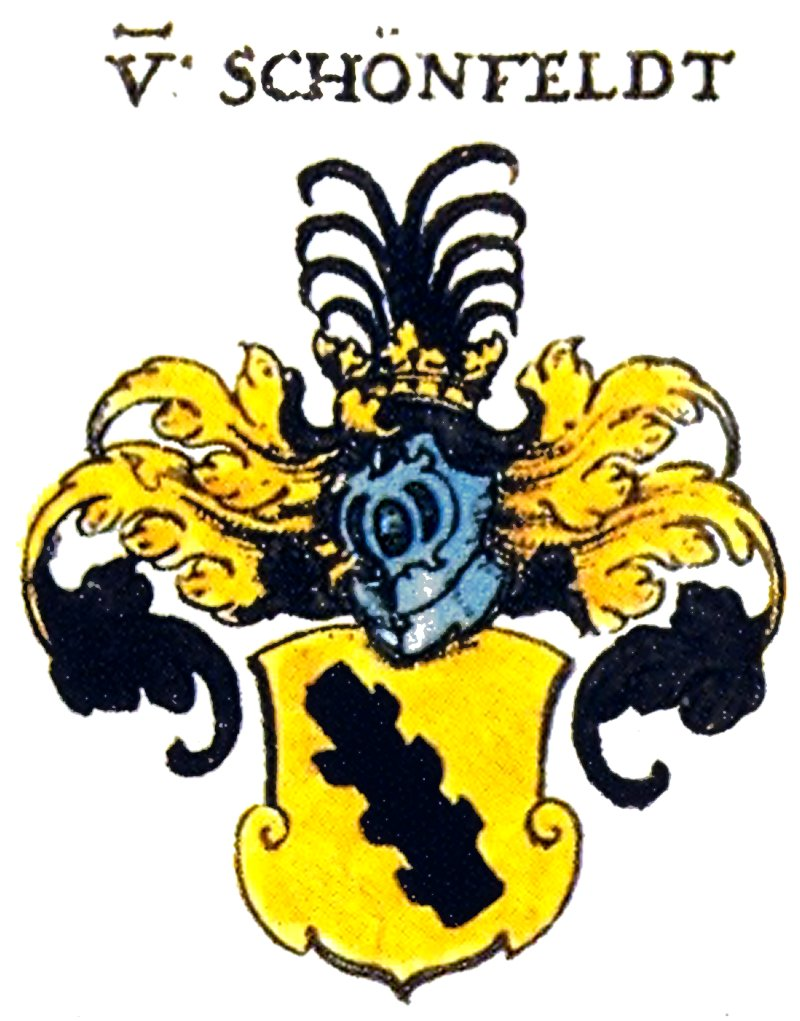
Wappen Schönfeld

- Wappen SchönfeldNikolaus (* 13. Februar 1869; † 23. November 1927), Kaufmann ⚭ 1901 Rosa Wettstein Edle von Westersheimb (* 16. Juli 1877)
- Albert
- Emma